# Donja Perjasica
Donja Perjasica is een plaats in de gemeente Barilović in de Kroatische provincie Karlovac. De plaats telt 14 inwoners (2001).